# Schistostege infuscata
Schistostege infuscata är en fjärilsart som beskrevs av Wagner 1919. Schistostege infuscata ingår i släktet Schistostege och familjen mätare. Inga underarter finns listade.